# Antillotyphlops geotomus
Antillotyphlops geotomus — вид змій родини сліпунів (Typhlopidae). Мешкає на Карибах.

## Поширення і екологія
Antillotyphlops geotomus мешкають на островах Сент-Кіттс, Невіс, Антигуа і Барбуда в групі Надвітряних островів, можливо, також на острові Сінт-Естатіус. Вони живуть в сухих тропічних лісах і чагарникових заростях, трапляються поблизу людських поселень. Живляться комахами.

## Збереження
МСОП класифікує стан збереження цього виду як близький до загрозливого. Antillotyphlops geotomus загрожує знищення природного середовища.